# Bahnstrecke Lunderskov–Esbjerg
| Strecke bei Brørup |                                                    |                                                 |                                                 |
| Streckenkarte |                                                    |                                                 |                                                 |
| Streckennummer: | 29                                                 |                                                 |                                                 |
| Spurweite: | 1435 mm (Normalspur)                               |                                                 |                                                 |
| Stromsystem: | 25 kV 50 Hz ~                                      |                                                 |                                                 |
| Maximale Neigung: | 8,5 ‰                                              |                                                 |                                                 |
| Streckengeschwindigkeit: | 120 km/h für Züge nach Banenorm BN2-74-1: 180 km/h |                                                 |                                                 |
| Zugbeeinflussung: | (Lunderskov)–Esbjerg: ETCS                         |                                                 |                                                 |
| |                                                    |                                                 |                                                 |
| \| \| \| Bahnstrecke Fredericia–Flensburg von Fredericia \| \| \| \| 0,0 \| Lunderskov \| 36,8 m.o.h. \| \| \| \| Bahnbetriebswerk Sydjyllands Veterantog \| \| \| \| \| Bahnstrecke Fredericia–Flensburg nach Padborg \| \| \| \| 4,0 \| Andst (1908–1969) \| 44 m.o.h. \| \| \| 7,2 \| Beginn ETCS-Strecke[1] \| Beginn ETCS-Strecke[1] \| \| \| \| Troldhede–Kolding–Vejen Jernbane von Troldhede \| \| \| \| 11,6 \| Vejen \| 42 m.o.h. \| \| \| \| DSB-Werkstatt \| \| \| \| \| Güteranschluss \| \| \| \| 19,4 \| Brørup (früher Bhf.) \| 60,1 m.o.h. \| \| \| 25,9 \| Holsted \| 45,3 m.o.h. \| \| \| 33,3 \| Gørding (früher Bhf.) \| 22,6 m.o.h. \| \| \| \| von Grindsted \| \| \| \| \| von Tønder \| \| \| \| \| Bahnbetriebswerk \| \| \| \| 39,3 \| Bramming \| 15 m.o.h. \| \| \| 47,7 \| Tjæreborg (früher Bhf.) \| 12,1 m.o.h. \| \| \| 53,3 \| Jerne (seit 13. Dez. 2020)[2] \| 17,2 m.o.h. \| \| \| \| DSB-Werkstatt und Güteranschluss \| \| \| \| \| von Skjern \| \| \| \| 55,7 \| Esbjerg \| 12,8 m.o.h. \| \| \| 56,2 \| Ende ETCS-Strecke[1] \| Ende ETCS-Strecke[1] \| \| \| \| Esbjerg Havn \| \| \| \| \| Esbjerg Havnebane \| \| |                                                    |                                                 |                                                 |
| Strecke |                                                    | Bahnstrecke Fredericia–Flensburg von Fredericia | Bahnstrecke Fredericia–Flensburg von Fredericia |
| Bahnhof | 0,0                                                | Lunderskov                                      | 36,8 m.o.h.                                     |
| Abzweig geradeaus und nach links |                                                    | Bahnbetriebswerk Sydjyllands Veterantog         | Bahnbetriebswerk Sydjyllands Veterantog         |
| Abzweig geradeaus und nach links |                                                    | Bahnstrecke Fredericia–Flensburg nach Padborg   | Bahnstrecke Fredericia–Flensburg nach Padborg   |
| ehemaliger Bahnhof | 4,0                                                | Andst (1908–1969)                               | 44 m.o.h.                                       |
| Grenze | 7,2                                                | Beginn ETCS-Strecke                             | Beginn ETCS-Strecke                             |
| Abzweig geradeaus und ehemals von rechts |                                                    | Troldhede–Kolding–Vejen Jernbane von Troldhede  | Troldhede–Kolding–Vejen Jernbane von Troldhede  |
| Bahnhof | 11,6                                               | Vejen                                           | 42 m.o.h.                                       |
| Abzweig geradeaus und von rechts |                                                    | DSB-Werkstatt                                   | DSB-Werkstatt                                   |
| Abzweig geradeaus und nach rechts |                                                    | Güteranschluss                                  | Güteranschluss                                  |
| Haltepunkt / Haltestelle | 19,4                                               | Brørup (früher Bhf.)                            | 60,1 m.o.h.                                     |
| Bahnhof | 25,9                                               | Holsted                                         | 45,3 m.o.h.                                     |
| Haltepunkt / Haltestelle | 33,3                                               | Gørding (früher Bhf.)                           | 22,6 m.o.h.                                     |
| Abzweig geradeaus und ehemals von rechts |                                                    | von Grindsted                                   | von Grindsted                                   |
| Abzweig geradeaus und von links |                                                    | von Tønder                                      | von Tønder                                      |
| Abzweig geradeaus und von links |                                                    | Bahnbetriebswerk                                | Bahnbetriebswerk                                |
| Bahnhof | 39,3                                               | Bramming                                        | 15 m.o.h.                                       |
| Haltepunkt / Haltestelle | 47,7                                               | Tjæreborg (früher Bhf.)                         | 12,1 m.o.h.                                     |
| Haltepunkt / Haltestelle | 53,3                                               | Jerne (seit 13. Dez. 2020)                      | 17,2 m.o.h.                                     |
| Abzweig geradeaus und von links |                                                    | DSB-Werkstatt und Güteranschluss                | DSB-Werkstatt und Güteranschluss                |
| Abzweig geradeaus und von rechts |                                                    | von Skjern                                      | von Skjern                                      |
| Bahnhof | 55,7                                               | Esbjerg                                         | 12,8 m.o.h.                                     |
| Grenze | 56,2                                               | Ende ETCS-Strecke                               | Ende ETCS-Strecke                               |
| Blockstelle |                                                    | Esbjerg Havn                                    | Esbjerg Havn                                    |
| Strecke |                                                    | Esbjerg Havnebane                               | Esbjerg Havnebane                               |

Die Bahnstrecke Lunderskov–Esbjerg ist eine Bahnstrecke im dänischen Sydjylland. Sie führt von Lunderskov nach Esbjerg und wurde am 3. Oktober 1874 zusammen mit dem ersten Teil der Vestjyske Længdebane nach Varde in Betrieb genommen.

## Geschichte
Die Entscheidung, die Bahnstrecke zu bauen, fiel mit dem Eisenbahngesetz vom 24. April 1868, mit dem die Vestjyske Længdebane, die Vendsysselbane und die Silkeborgbane beschlossen wurden. Am gleichen Tag wurde zudem ein Gesetz erlassen, das den Bau des Hafens von Esbjerg enthielt, der mit einer Hafenbahn erschlossen werden sollte. 1909 wurde die Bahnbrücke über den Snæum Å von einer Sturmflut zerstört.

### Esbjerg Havn
1889 wurde die Station Esbjerg Havn Havneekspedition eröffnet, deren Aufgaben die Stückgutexpedition, der Versand von Bahnpaketen und der Personenverkehr für die Englandschiffe war. Administrativ war sie dem Bahnhof Esbjerg unterstellt. Bei einer Neuorganisation 1916 erhielt sie den Esbjerg Fiskeriekspedition und erhielt eine unabhängige Buchhaltung. 1920 erfolgte eine erneute Umbenennung in Esbjerg gamle Havn und wurde administrativ dem 1921 gegründeten Güterbahnhof Esbjerg ny Havn unterstellt. 1923 wurde formell der Gütertransport eingestellt und die Station zu einem Verladepunkt für die Hafenbahn abgestuft.

### Esbjerg Englandsstation
1951 wurden die Gebäude von Esbjerg gamle Havn abgerissen und ein neuer Bahnhof Esbjerg Englandsstation errichtet, durch den der Personen- und Güterverkehr des Hafens modernisiert wurde.

## Personenverkehr

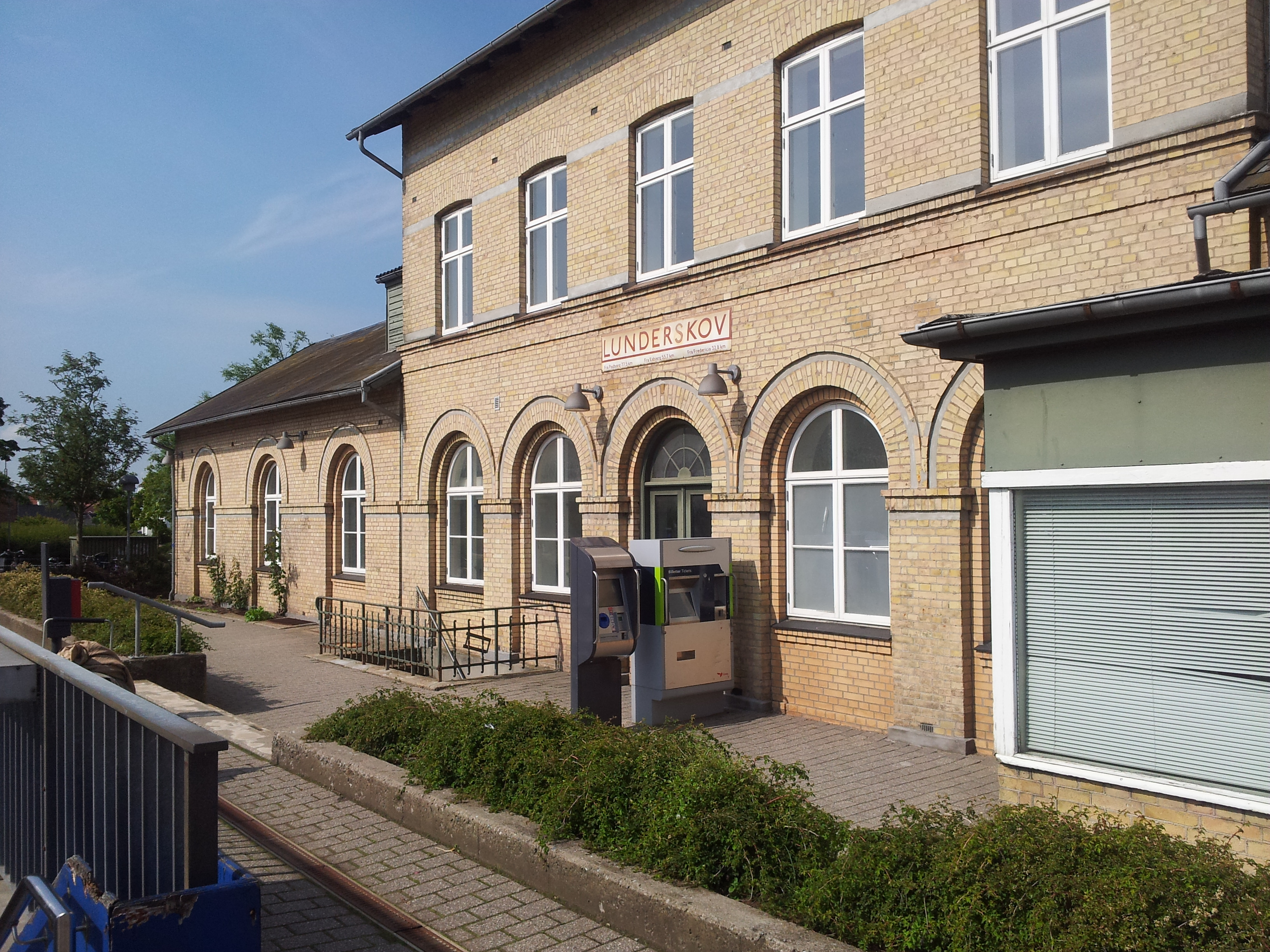
Bahnhof Lunderskov

Seit Januar 2003 wird der Streckenabschnitt Esbjerg–Bramming von Arriva und Danske Statsbaner bedient. Den Abschnitt Bramming–Lunderskov bedient nur DSB.

## Elektrifizierung
Im Zuge der Verzögerung der Lieferung der problematischen IC4-Züge (DSB MG) wurde mehrfach vorgeschlagen, weitere Hauptstrecken des dänischen Eisenbahnnetzes zu elektrifizieren, um bewährte Standardausrüstung kaufen zu können und somit die zunehmende Verknappung an Fahrzeugen zu lindern. Dies wurde mehrfach verworfen, da die Elektrifizierung des Schienennetzes die gleichzeitige Verbesserung des Signalsystems erfordert, das zwischen 2018 und 2021 auf European Rail Traffic Management System 2 (ERTMS 2) umgestellt werden soll. Die Elektrifizierung könne erst danach erfolgen.
In diesem Zusammenhang war jedoch die Strecke Esbjerg–Lunderskov interessant, weil diese bereits 1997 für eine zukünftige Elektrifizierung vorbereitet worden war, kurz bevor das Elektrifizierungsprogramm im gleichen Jahr gestoppt wurde.
Am 7. Februar 2012 beschlossen die Parteien Socialdemokraterne, Det Radikale Venstre, Socialistisk Folkeparti, Venstre, Dansk Folkeparti, Liberal Alliance und Det Konservative Folkeparti, die Strecke zu elektrifizieren und den elektrischen Zugbetrieb bis Ende 2015 aufzunehmen.
Die Grundidee für die Elektrifizierung war, rasch 15 neue elektrische Triebzüge zu beschaffen, mit denen eine ähnliche Anzahl IC3-Garnituren (DSB MF) freigesetzt werden könnten. Diese bisher auf der Strecke Østerport–Esbjerg verkehrenden Zuggarnituren sollen auf den nicht elektrifizierten Regionalzugstrecken zwischen Kopenhagen und Nykøbing Falster sowie Kalundborg eingesetzt werden, ohne neue Doppelstockzüge beschaffen zu müssen.
Die gleichen Parteien beschlossen am 12. März 2013, die Strecke für eine Geschwindigkeit von 200 km/h auszubauen. Deshalb wurden die Elektrifizierungsarbeiten bis 2016 verschoben, um beide Maßnahmen zusammen abzuschließen. Ferner mussten zehn Brücken zwischen Esbjerg und Lunderskov umgebaut werden, um die Oberleitung installieren zu können.
Für die gesamte Strecke mussten 1614 Fundamente und Masten errichtet werden, dazu waren 1691 Fahrleitungsaufhänger notwendig. Im November 2016 begann die Montage der Fahrleitung, in Esbjerg wurden die letzten Masten gesetzt und die ersten Testfahrten wurden in den Wochen 7 bis 12 im Jahr 2017 durchgeführt. Die Testfahrten fanden nach 20 Uhr statt, um den Regelbetrieb möglichst wenig zu beeinflussen. Nach längerer Pause war die Strecke Esbjerg–Lunderskov die erste von mehreren Strecken, die in den kommenden Jahren elektrifiziert werden sollen. Die Erfahrungen beim Bau dieser Strecke sollen in die Planungen zukünftiger Elektrifizierung einfließen.
Elektrischer Betrieb findet offiziell seit dem 6. August 2017 statt. Das Signalsystem auf der Strecke wurde auf ETCS umgestellt und am 20. April 2025 in Betrieb genommen.

## Verkehr
Gemäß einer Ausschreibung des Transport-, Bygnings- og Boligministeriet (deutsch Ministeriums für Verkehr, Bau und Wohnungswesen) für die Durchführung des Regionalverkehrs in Dänemark durch private Anbieter wird seit Dezember 2020 zwischen Esbjerg und Ribe halbstündiger Zugverkehr durchgeführt. Die Vergabe der Zugleistungen wurde per Vertrag über acht Jahre festgeschrieben und an Arriva Danmark vergeben. Mit Übernahme von Arriva Danmark übernahm 2024 GoCollective den Verkehrsvertrag.